# Avi Avital

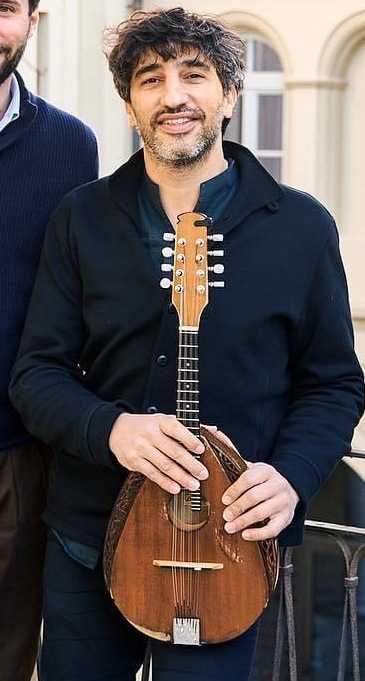
Avi Avital in Cremona, 2022

Avi Avital (hebräisch אבי אביטל; geboren 1978 in Beʾer Scheva, Israel) ist ein israelischer Mandolinist.

## Leben
Im Alter von acht Jahren machte Avi Avital Bekanntschaft mit der Mandoline. Nachdem er einen Nachbarn hatte spielen hören, bat Avital seine Mutter, ihn das Spiel auf der Mandoline erlernen zu lassen, und sie nahm ihn mit in die Probe eines ortsansässigen Mandolinen-Orchesters. Der Nachbarsjunge, Jacob Reuven, hatte sich gerade ein neues Instrument gekauft und überließ ihm seine alte Mandoline. Den ersten Unterricht erhielt Avital von Geiger Simcha Nathansohn im städtischen Musikkonservatorium.
Nathansohn war der Gründer des Mandolinen-Orchesters von Beʾer Scheva in den 1970er-Jahren. Diese Orchester waren in den 1950er- und 1960er-Jahren populär in Israel; fast jedes Kibbutz hatte eines. Die Tradition stammte laut Avital aus dem zentralen und östlichen Europa.
Als Avital seinen Wehrdienst antrat, wurde er in das Programm der israelischen Armee für begabte Musiker aufgenommen. So konnte er sein Studium an der Musikhochschule in Jerusalem fortsetzen und auch Konzerte geben. Nach der Entlassung aus der Armee entschied er sich für eine Laufbahn als Berufsmusiker. Er zog nach Mailand, um dort am Conservatorio Cesare Pollini di Padova seine musikalische Ausbildung zu ergänzen. 
2010 gab er Konzerte in Italien, Deutschland und den Vereinigten Staaten. Er spielte mit führenden Orchestern und Musikern wie Mstislav Rostropovich und der Sopranistin Dawn Upshaw. Darüber hinaus arbeitet er mit einer Reihe von Komponisten zusammen, die ihm Werke widmeten, unter ihnen der georgische Komponist Josef Bardanaschwili. Mit dem New Yorker Metropolis Ensemble spielte er ein Mandolinenkonzert ein, das er seit 2006 gemeinsam mit dem israelischen Komponisten Avner Dorman entwickelt hatte. Dieses Konzert vereint Klänge des mittleren Orients mit Elementen von Bluegrass und russischer Volksmusik. Die Jerusalem Post schrieb, das Stück bringe die bewegenden Klänge der Mandoline glanzvoll zur Geltung, während die New York Times die atemberaubende Agilität des Solisten Avi Avital hervorhob. Das Stück brachte ihm 2011 eine Nominierung zum Grammy in der Kategorie Beste Soloinstrument-Darbietung mit Orchester ein. Damit war er weltweit der erste Mandolinist, der jemals für einen Klassik-Grammy nominiert worden war. 
Weitere Konzertauftritte hatte Avi Avital in der Carnegie Hall, am Lincoln Center, in der Berliner Philharmonie, im KKL Luzern, in der Konzerthalle der Verbotenen Stadt in Peking und in der Wigmore Hall. Unter anderem begleiteten die Berliner Symphoniker, die Kammerakademie Potsdam, das Philharmonische Kammerorchester Berlin, das Orchestre National de Montpellier, Oxford Philomusica, das Australian Brandenburg Orchestra, die Geneva Camerata, das Israel Philharmonic Orchestra, die Mailänder Pomeriggi Musicali und das San Francisco Chamber Orchestra seine Konzertauftritte. Er arbeitete intensiv mit Giora Feidman und Richard Galliano zusammen und hatte Auftritte auf den Sommerfestivals von Tanglewood, Luzern, Spoleto und Ravenna.
Seine veröffentlichten Aufnahmen umspannen solch unterschiedliche musikalischen Genres wie Klezmer, Barockmusik und zeitgenössische Klassik. Aktuell veröffentlicht er exklusiv bei der Deutschen Grammophon. Seine Debüt-Einspielung dort war seine Transkription der Bach-Konzerte für Cembalo und Violine. Seine zweite CD Between Worlds mit Kammermusik von Ernest Bloch und Manuel de Falla sowie bulgarischen Folklore-Kompositionen erschien 2014. Seine dritte CD Vivaldi erschien im März 2015. Seine Interpretation verschiedener Konzerte von Antonio Vivaldi wird begleitet vom Venice Baroque Orchestra.
Im Jahr 2015 wurde Avi Avital mit dem ECHO Klassik in der Kategorie Konzert-Einspielung des Jahres ausgezeichnet.